# Спутная струя

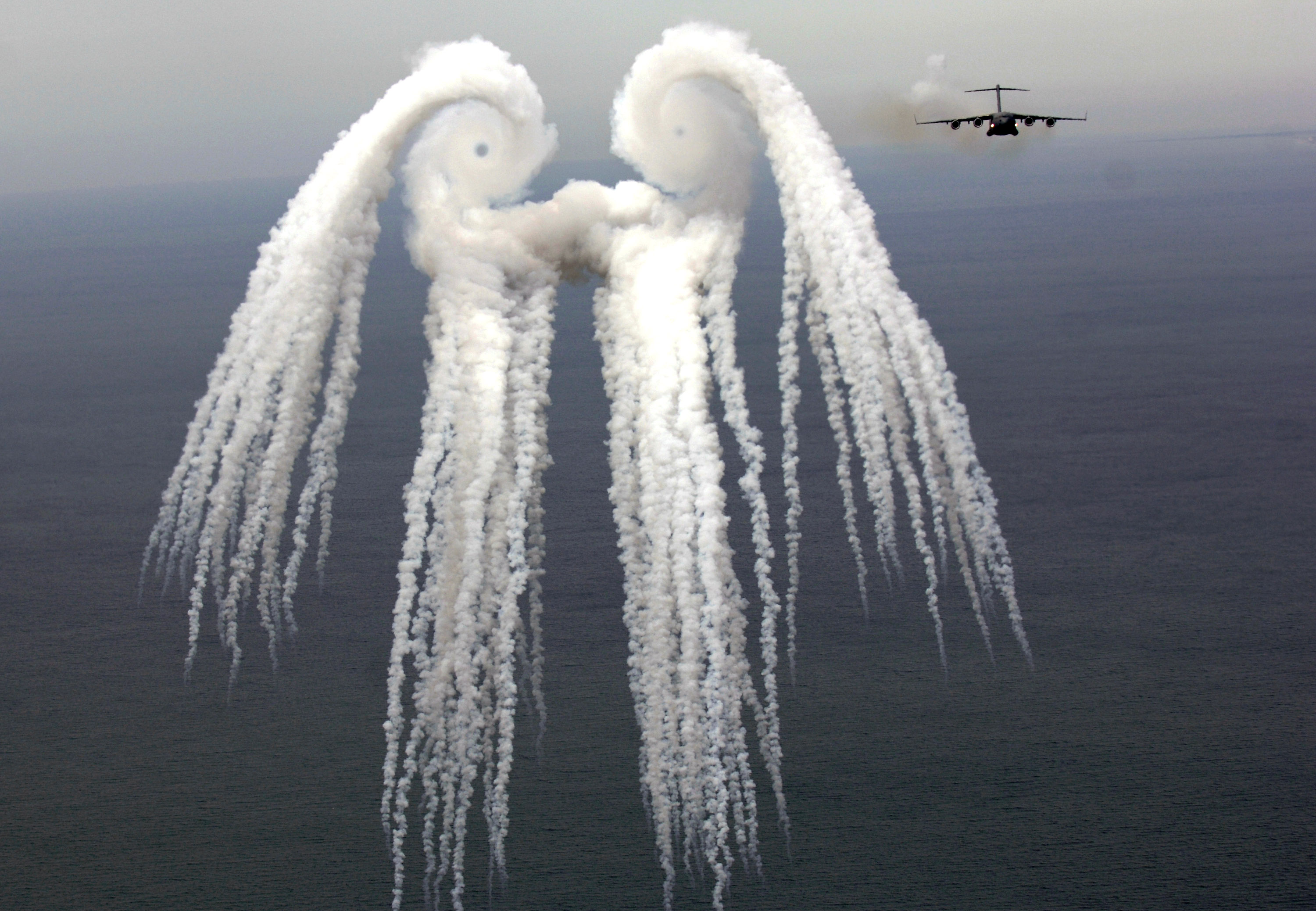
Хорошо видимая структура спутного следа за военно-транспортным самолётом C-17, отстрелившим залпом тепловые ловушки

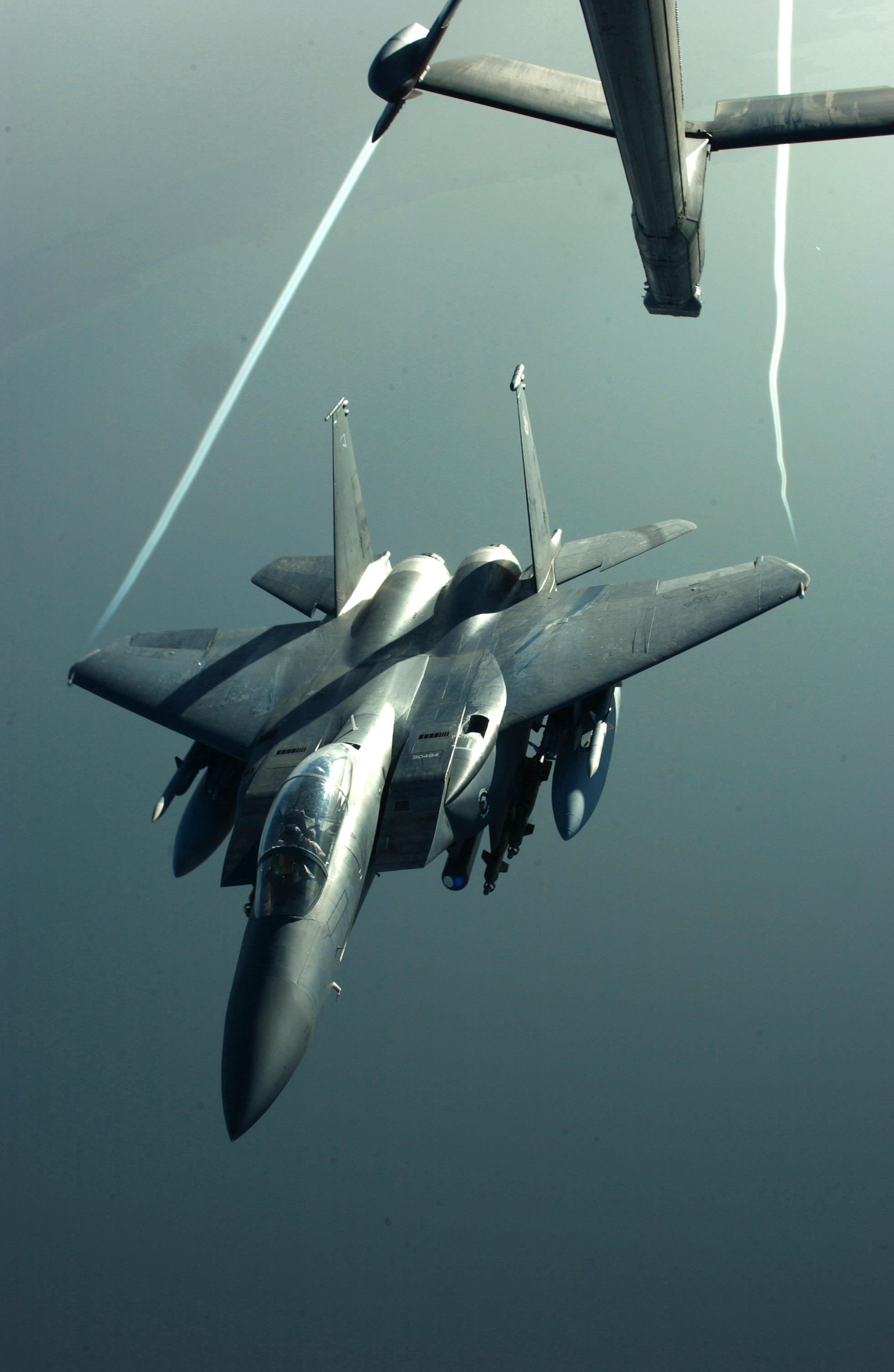
Вихревые жгуты с законцовок плоскостей истребителя-бомбардировщика McDonnell Douglas F-15E Strike Eagle, заканчивающего дозаправку

Спутная струя (спутный след) — это воздушное течение в виде возмущённых масс воздуха (то есть вихрей), сходящих с крыла, стабилизатора, других несущих и управляющих поверхностей, а также фюзеляжа летательного аппарата. Вихревые следы образуются вследствие возникновения подъемной силы и, соответственно, при реализации индуктивного сопротивления сопровождаются образованием на некотором расстоянии (50-150 метров) позади летательного аппарата двух продольных вихрей противоположного вращения (концевых жгутов).
Общая длина вихревого следа составляет 10-12 км, иногда больше, и зависит от состояния атмосферы, аэродинамической компоновки и полетной конфигурации ЛА, полетной массы, скорости и высоты полета. У каждого типа самолёта вихревой след индивидуален.
Попадание в спутный след из-за высокой турбулентности воздушных масс вызывает сильную болтанку, вплоть до полной потери управляемости. Известно немало авиакатастроф, которые произошли из-за случайного попадания в спутный след и невозможности восстановить управление самолётом. Именно поэтому военные самолёты, работающие в паре (группой), никогда не летят друг за другом, а только пеленгом. С другой стороны, при выполнении координированного (то есть геометрически правильного) разворота на 360 градусов, при точном развороте по завершении самолёт должно «встряхнуть», что говорит о попадании в собственный спутный след.
Сильные воздушные возмущения также возникают при взлёте и посадке. Авиадиспетчеры учитывают это, и с учётом фактических метеоусловий выдерживают интервалы, достаточные для рассеивания или сноса ветром возмущённого воздуха из зоны глиссады. В последнее время для контроля спутных струй в зоне глиссады начинают применять лидары.
Для уменьшения потерь энергии на концах крыльев некоторых самолётов устанавливаются специальные законцовки, по виду напоминающие небольшие «крылышки» — аэродинамические гребни или винглеты (от английского winglets), расположенные вертикально или наклонно. Установка этих элементов позволяет снизить расход топлива. К минусам относится уменьшенная устойчивость к боковому ветру.

## Примеры аварий
- 30 января 1958 года произошла катастрофа Ту-16, принадлежащего ВВС Тихоокеанского флота, командир корабля Чурилин А. Т. Выполнялся учебный перехват истребителями бомбардировщика. По словам пилотов истребителей, Ту-16 неожиданно свалился на крыло и ушёл вниз. Вероятно, что самолёт попал в воздушную струю от самолёта Миг-17. Экипаж погиб. Обломки самолёта обнаружены в Японском море летом 2017 года.
- 16 апреля 1986 года, в результате попадания в спутную струю, самолёт Як-38У, пилотировавшийся майором Г. Ф. Атласовым с инструктором — командиром полка полковником Г. Г. Бакулиным, — сорвался в штопор. Попытки вывести из него самолёт к успеху не привели. Лётчики благополучно катапультировались. Самолёт столкнулся с землёй и разрушился.
- 12 ноября 2001 года. Катастрофа A300 в Нью-Йорке.
- 4 ноября 2008 года Катастрофа Learjet 45 в Мехико. При заходе на посадку Learjet 45 следующий за авиалайнером Boeing 767 неожиданно потерял управление, сделал неуправляемую бочку, перевернулся, и перейдя в пикирование, рухнул на проспект Пасео де ла Реформа в финансовом районе Мехико. После удара о землю самолёт пронёсся по ней несколько метров и полностью разрушился.

## Использование спутной струи
Airbus предлагает попробовать полёты авиалайнеров клиновыми формациями — для снижения расхода топлива на десять процентов.

## Галерея

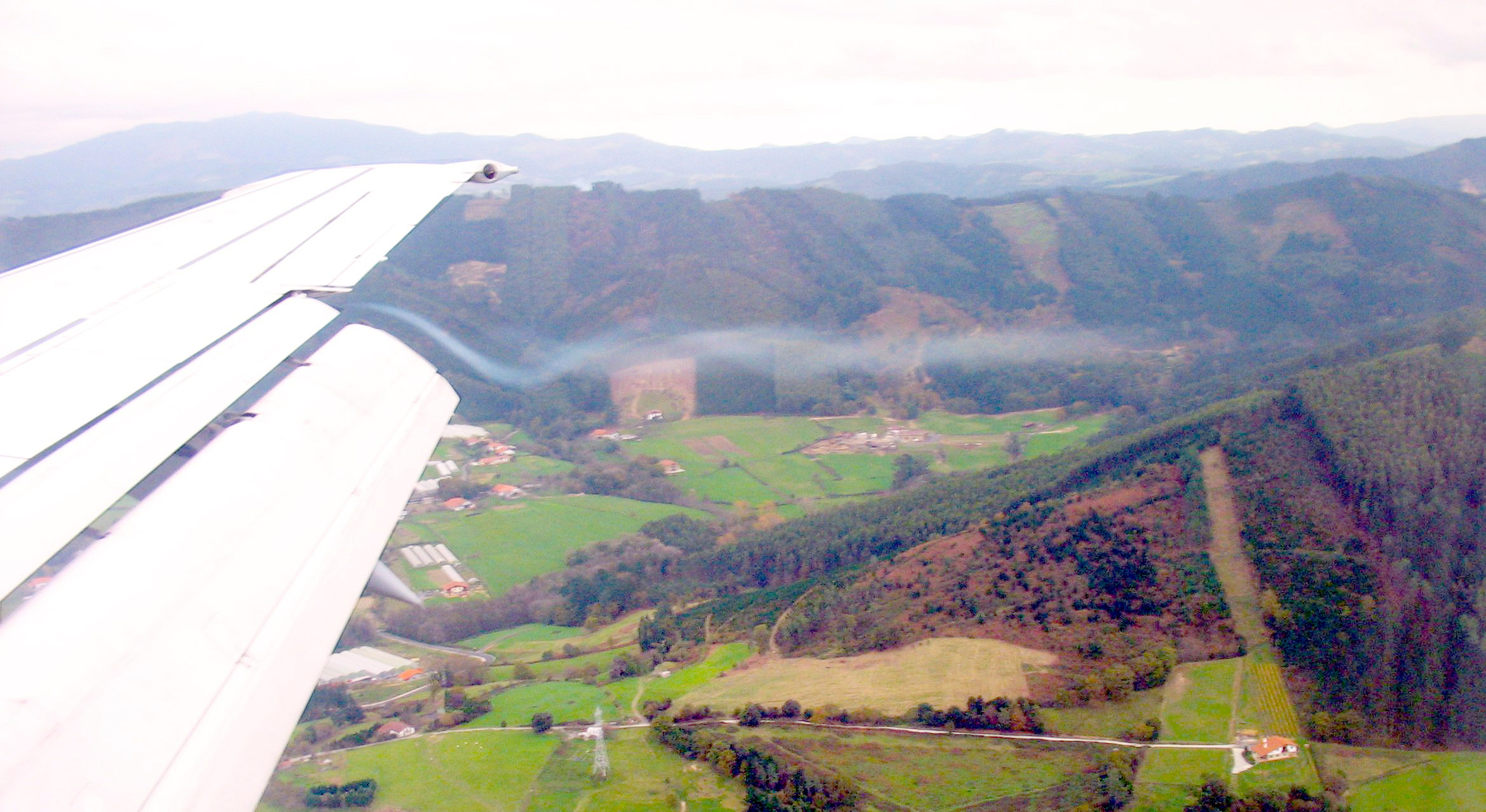
Завихрения на закрылке коммерческого лайнера
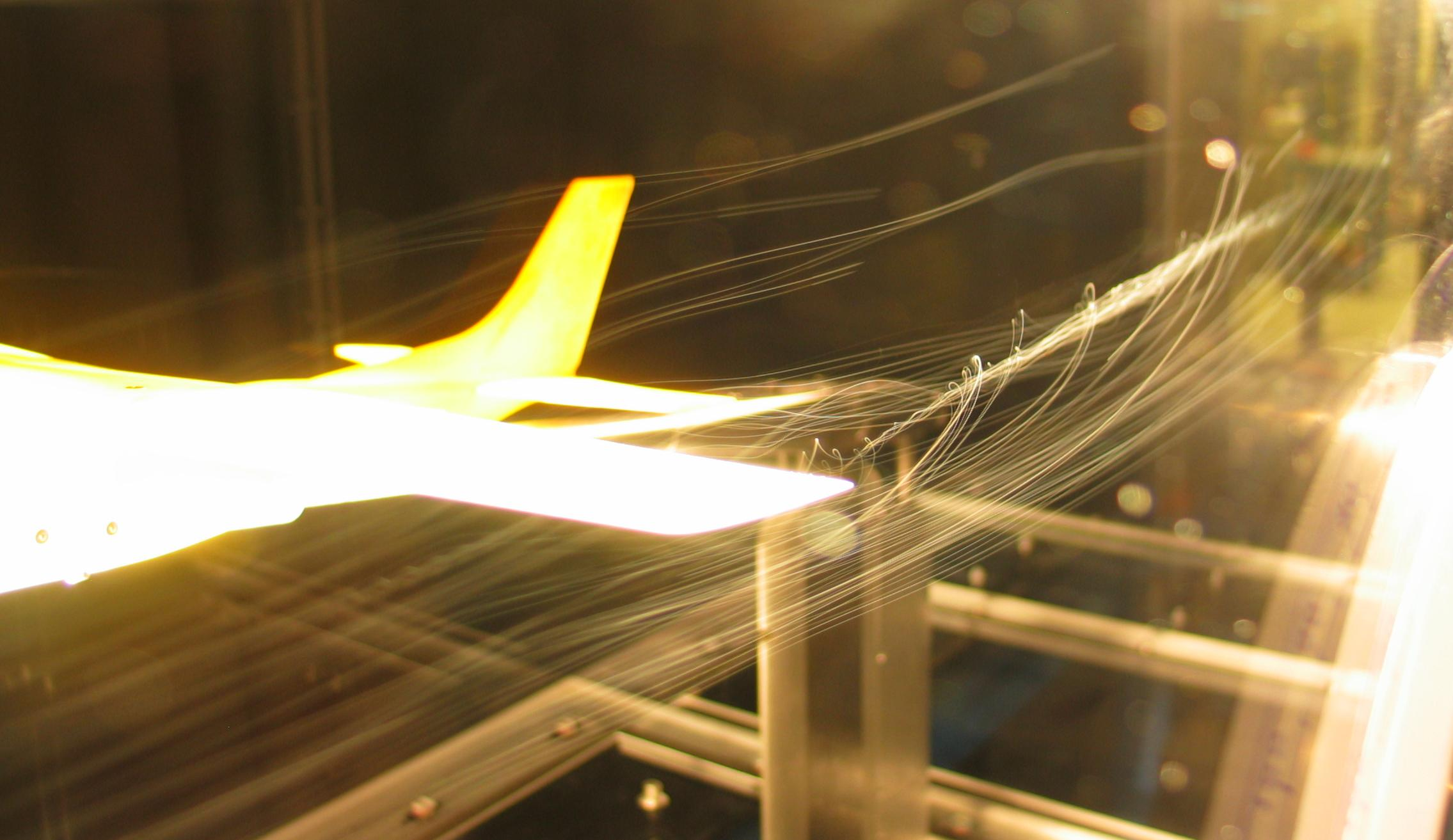
Спутная струя Cessna 182 в аэродинамической трубе
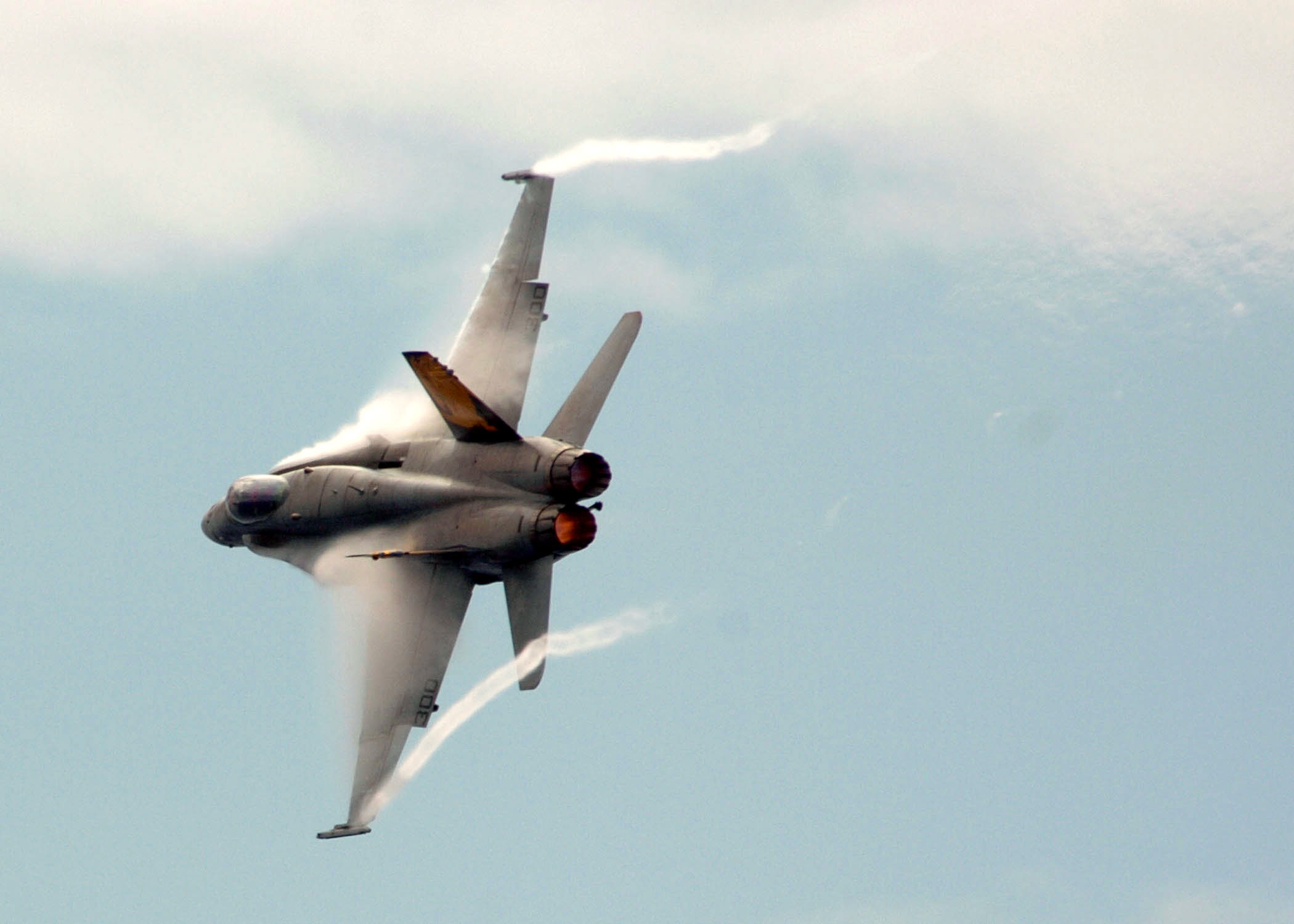
Завихрения с наплыва крыльев F/A-18
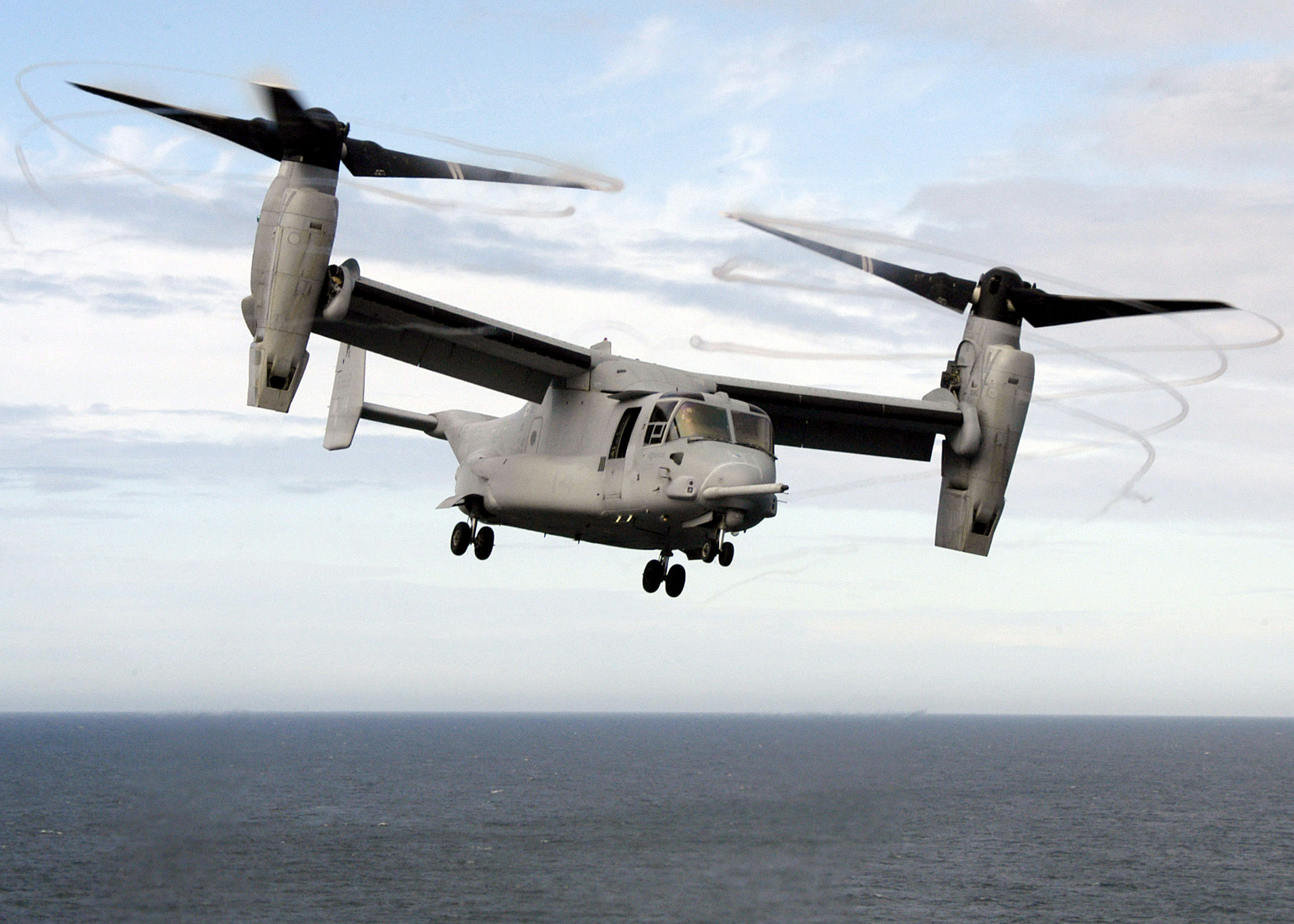
Винтовые движители конвертоплана V-22 образуют зону повышенного давления и создают видимые завихрения